# Alcáçova de Badajoz

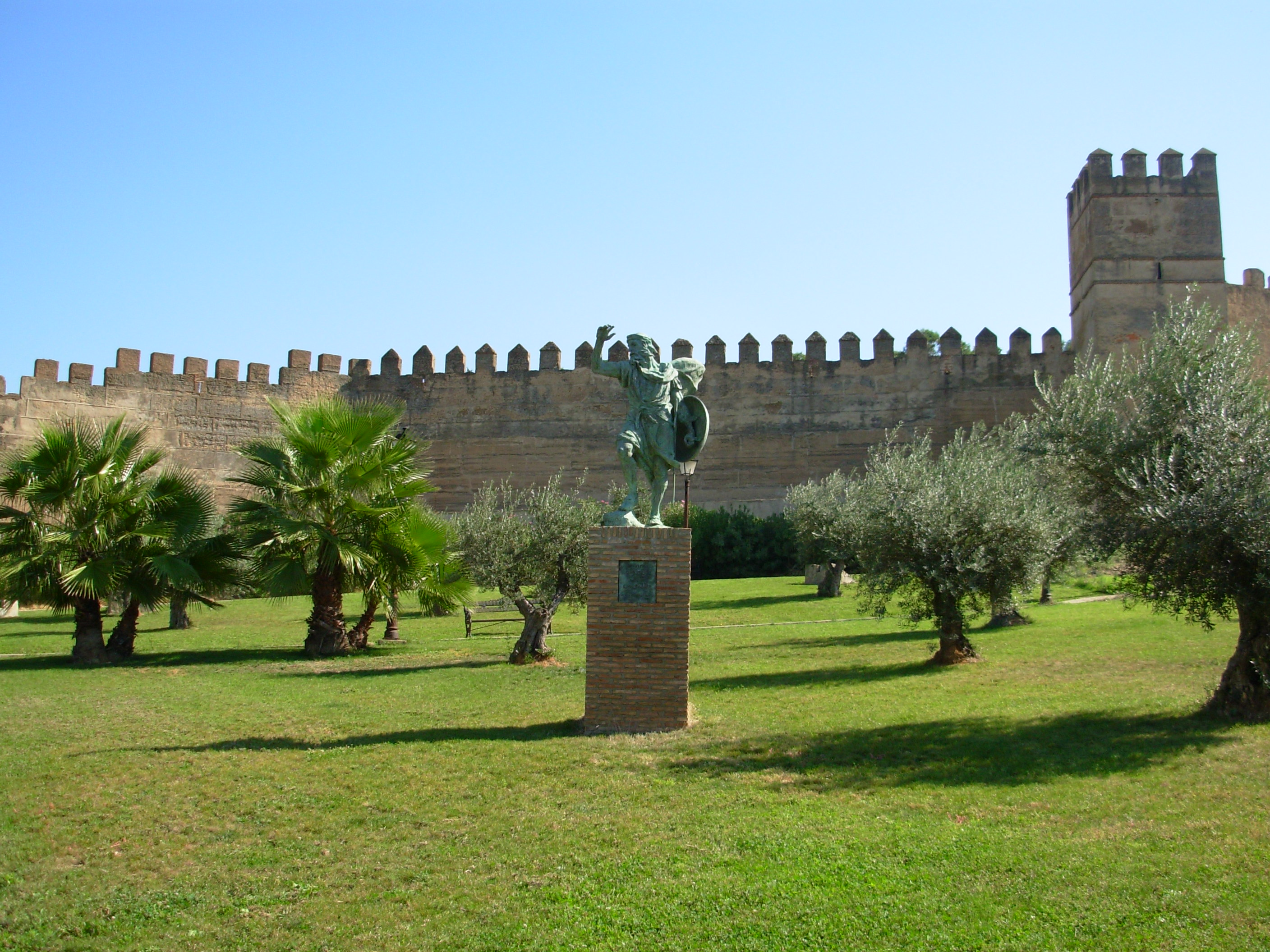
Vista de parte da muralha com a estátua de ibne Maruane, o fundador de Badajoz, em primeiro plano

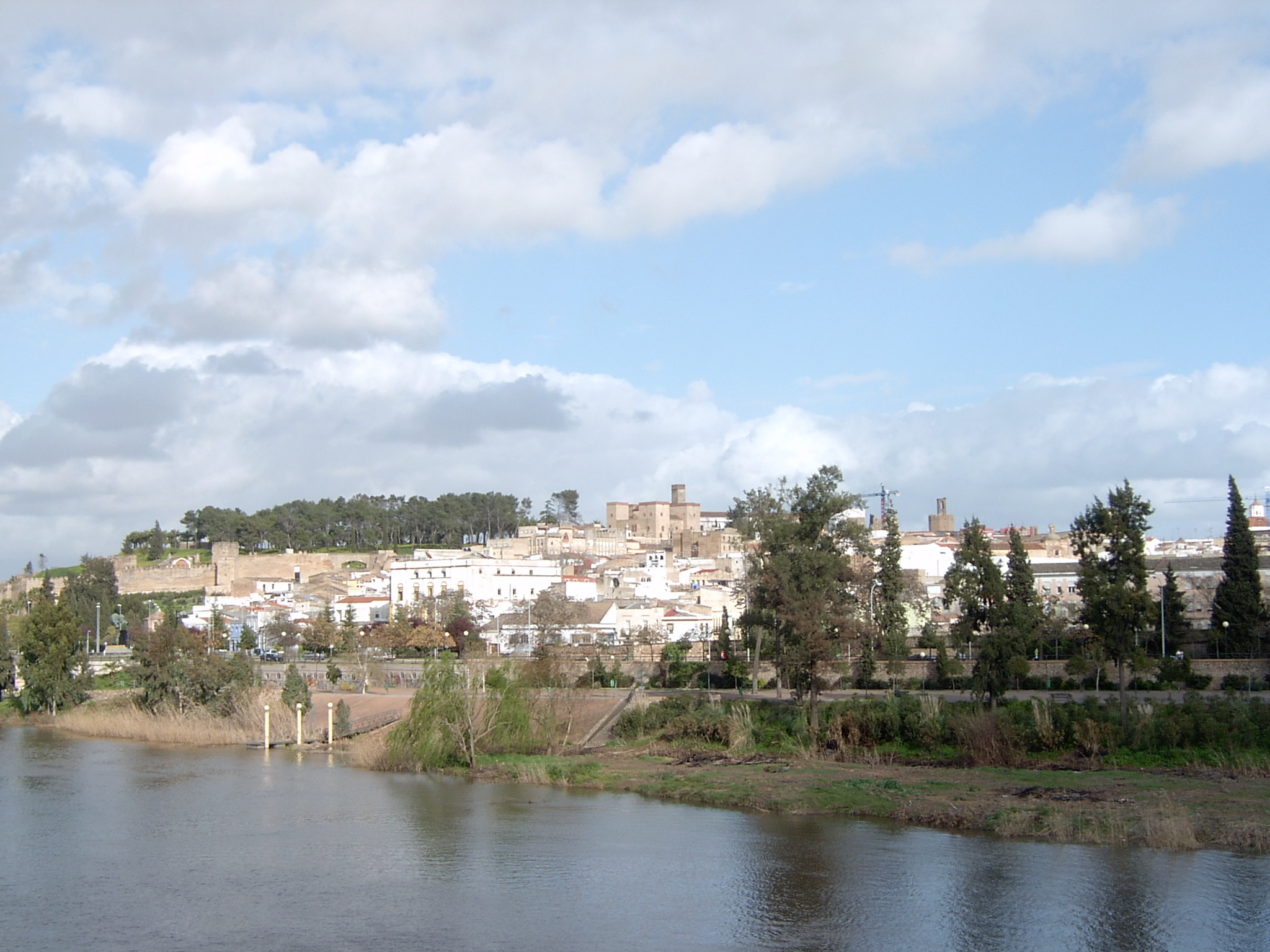
Panorâmica da alcáçova e do Cerro de la Muela

A Alcáçova de Badajoz (em castelhano: Alcazaba de Badajoz) é uma cidadela situada no centro histórico da cidade de Badajoz, comunidade autónoma da Estremadura, Espanha.
Em posição dominante no alto do Cerro de la Muela, envolvia a povoação da época muçulmana. O caráter defensivo da alcáçova era reforçado pela topografia do terreno: é rodeada de encostas íngremes e dois fossos naturais: o rio Guadiana a norte e o ribeiro Rivillas, que desagua no Guadiana abaixo do ângulo nordeste, a leste. Foi construída num local estratégico, que controlava a passagem natural norte-sul e leste-oeste. Embora remonte à cerca erguida quando da fundação da cidade no século IX, a atual configuração deve-se sobretudo à campanha construtiva sob o Califado Almóada, no século XII. Nos séculos XI e XII foi a residência dos monarcas do reino ou Taifa de Badajoz. É considerada a maior alcáçova da Europa.
O conjunto muralhado da alcáçova foi declarado Monumento Histórico-Artístico em 1931 (código: R.I.-51-0000399). No recinto situa-se o Museu Arqueológico Provincial, instalado no Palácio dos Duques de la Roca, também ele classificado como Monumento Histórico-Artístico em 1962 (código: R.I.-51-0001307), a Biblioteca da Estremadura, instalada no antigo Hospital Militar, onde também funciona a Faculdade de Ciências da Documentação e da Comunicação da Universidade da Estremadura.

## História

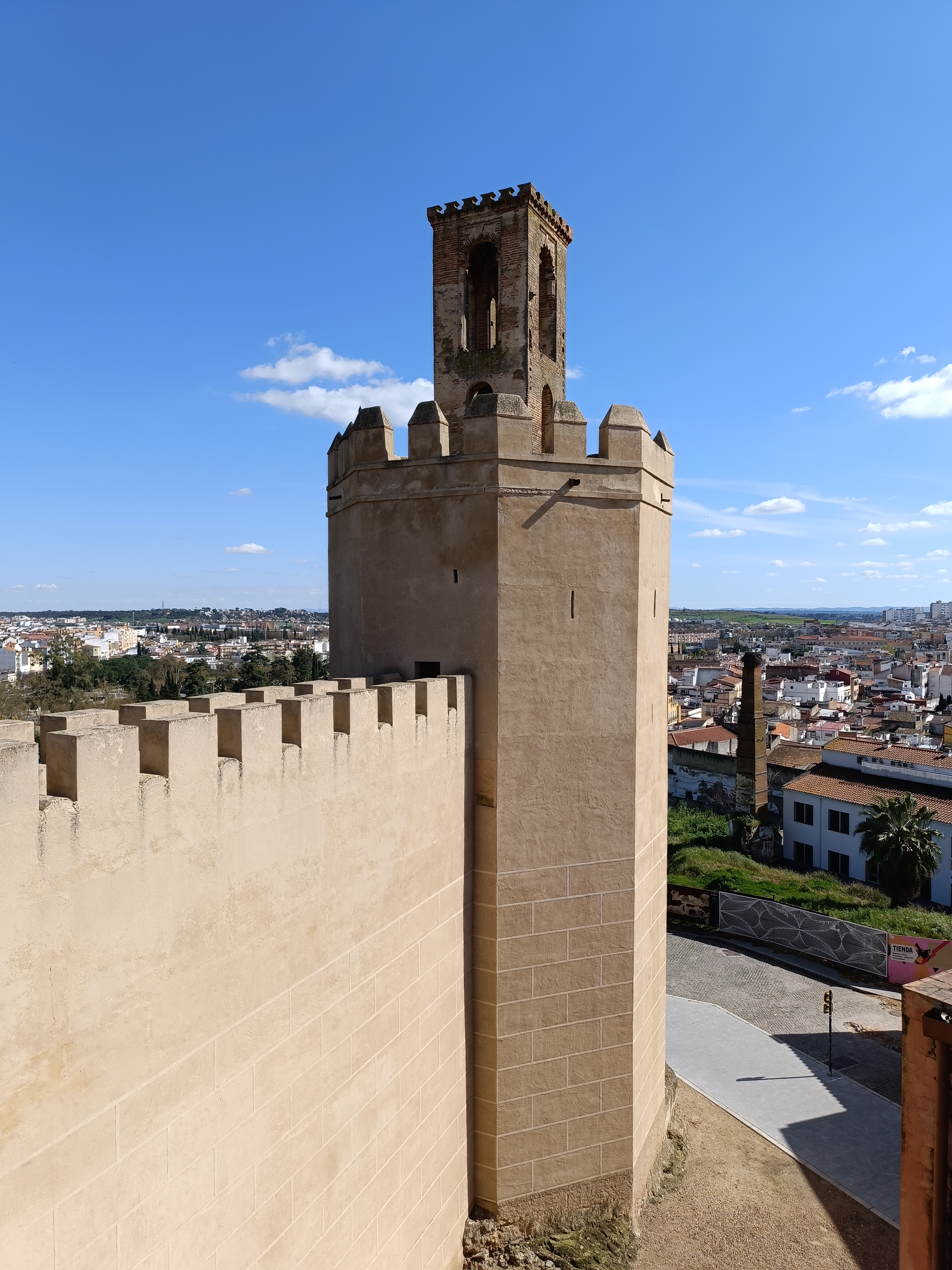
Torre de Espantaperros, ou do vigia

A cidade de Badajoz foi fundada pelo caudilho muladi rebelde Abedalá Ramane ibne Maruane (Bem Marvão) em 875. Depois de encabeçar várias rebeliões, ibne Maruane foi proibido de voltar à sua terra natal, Mérida, mas foi autorizado a fundar uma nova cidade. O local escolhido foi o Cerro de la Muela, onde construiu uma fortaleza, inicialmente em argamassa. Desde a sua fundação, devido à sua situação estratégica, que a partir do século XII foi reforçada devido à proximidade da fronteira com Portugal, Badajoz teve um caráter acentuado de praça-forte.
A maior parte do recinto muralhado atualmente existente é da época almóada, embora haja resto de períodos anteriores e sinais de restaurações posteriores. A primeiras obras após ibne Maruane foram levadas a cabo em taipa por Abedalá ibne Maomé ibne Abederramão, neto do fundador, em 913. O primeiro monarca aftácida Abedalá ibne Alaftas (Almançor I de Badajoz) reconstruiu a alcáçova em 1030, dotando-a de uma muralha de alvenaria pedra e cal. A alcáçova que conhecemos hoje foi na sua maior parte erigida pouco depois de 1169, durante o reinado do califa almóada Abu Iacube Iúçufe I (r. 1163–1184). Este monarca converteu Badajoz numa das praças mais importantes da Península Ibérica devido à sua importância estratégica. A última restauração conhecida da época muçulmana foi levada a cabo pelo governador da cidade Abu Iáia ibne Abi Sinane no início do século XIII, poucos anos antes da conquista definitiva de Badajoz pelo rei Afonso IX de Leão em 1230.

## Descrição

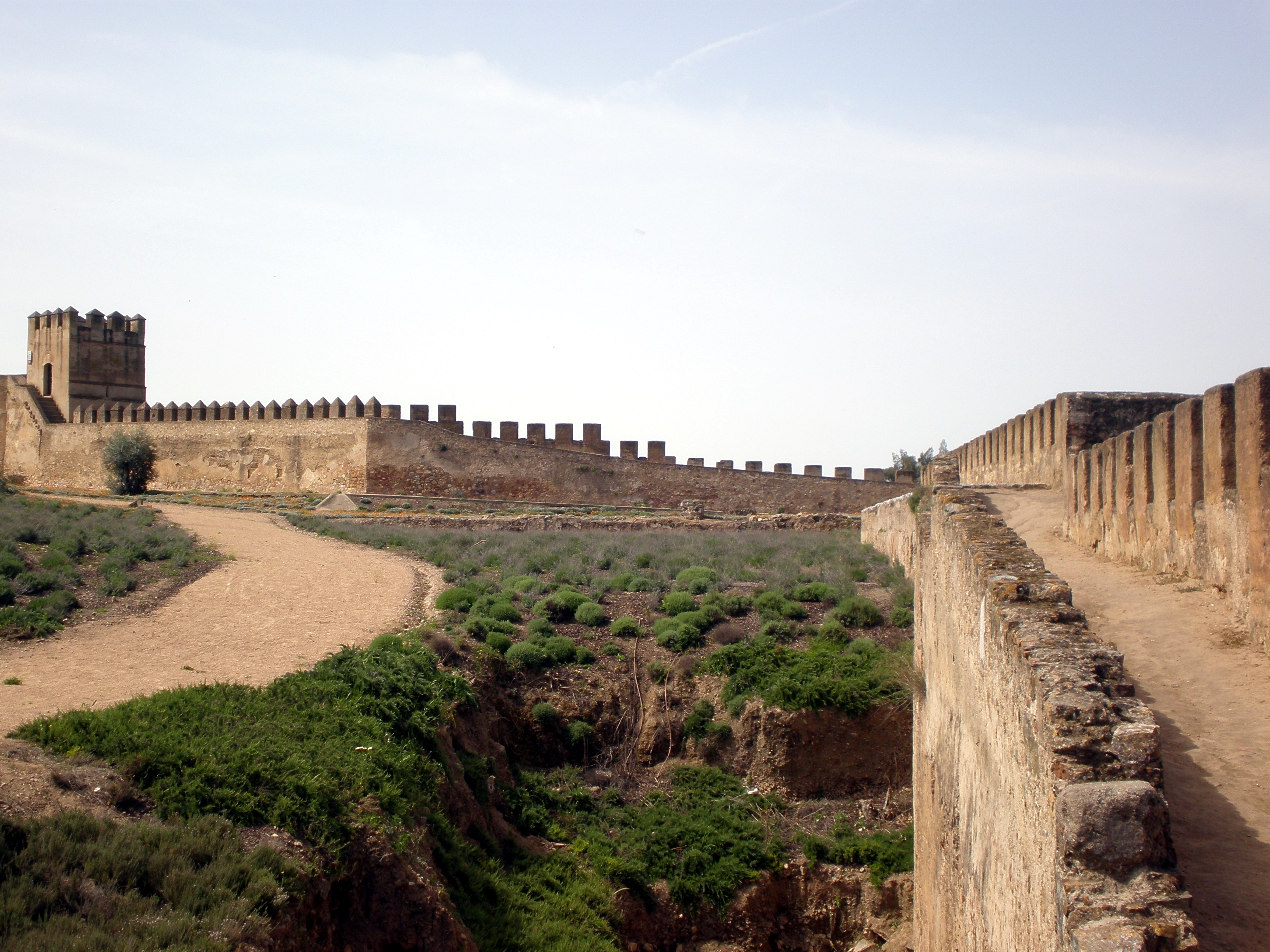
Vista de parte do adarve

A alcáçova tem cerca de 400 por 200 metros e foi construída em pedra, argamassa, silhar e tijolo. Nas zonas do Cerro de la Muela com menor inclinação, as muralhas têm torres para aumentar a proteção nos flancos mais estratégicos ou mais débeis em termos defensivos. A maioria das torres são salientes, do tipo albarrã. Todo o perímetro tem um adarve para ligar todas as torres com o resto do recinto, através de escadas. A muralha tinha uma barbacã, ou seja um muro mais baixo que formava um fosso entre as duas muralhas. No flanco perto do rio Guadiana havia uma coracha, um muro que ligava a muralha a uma torre albarrã junto ao rio. Esta estrutura permitia o abastecimento de água sem perigo. Junto à coracha situava-se a Porta da Coracha.
O palácio ou alcáçova dos aftácidas situava-se na zona protegida pelas torres defensivas. No interior ibne Maruane fundou várias mesquitas e banhos. A mesquita mais importante, a chamada Mesquita Maior, foi transformada em igreja após a conquista cristã, passando a ser a Igreja de Santa Maria de Calatrava, que foi a catedral da cidade até à construção da atual, situada extramuros. A Mesquita Maior tinha cinco naves separadas por arcos apoiados em colunas e contrafortes exteriores. Na sua construção foram reaproveitados elementos romanos e visigodos, como colunas e capitéis. Como era usual nas almedinas muçulmanas, o palácio real dos aftácidas foi erigido perto da Mesquite Maior. O local de ambos edifícios foi ocupado pelo antigo Hospital Militar, onde funciona atualmente a Biblioteca da Estremadura e a Faculdade de Ciências da Documentação e da Comunicação.

## Palácio dos Condes de la Roca

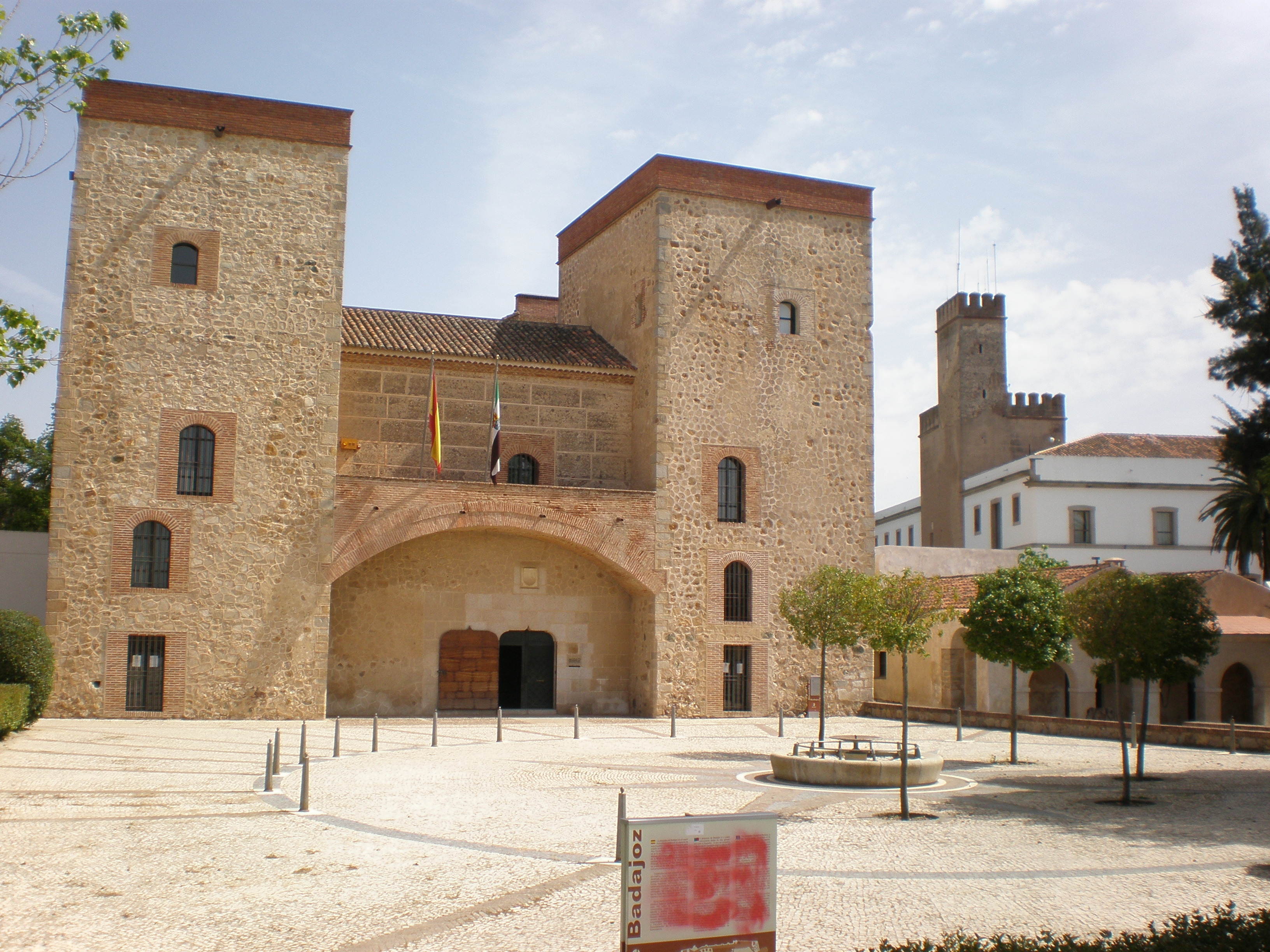
Palácio dos Condes de la Roca (ou dos Duques de Feria), atualmente o Museu Arqueológico Provincial

Também conhecido como Palácio dos Duques de Feria, foi construído por ordem de Lorenzo Suárez de Figueroa , grão-mestre da Ordem de Santiago entre 1387 e 1410. Supõe-se que o último restauro data de 1631. É de estilo renascentista tardio, com claros elementos mudéjares. As janelas têm alfizes emoldurados por arcos em ferradura. No interior há um pátio com pórtico de três arcos de meio ponto e pilastras poligonais, tudo construído em tijolo, fazendo lembrar o Mosteiro de Tentudía, em Calera de León.
A planta é trapezoidal e na fachada principal, virada para sudeste, desenvolve-se um grande arco rebaixado. No primeiro andar tem uma varanda corrida com porta no lado esquerdo. Em cada um dos lados da fachada tem uma torre quadrada, de pedra, com silhar nas esquinas. A decoração exterior era à base de esgrafiados, dos quais só se conserva um dos três originalmente existentes, na janela do primeiroa andar da parte esquerda da torre, que representa um dragão devorando um homem do qual só se vê parte do tronco e as pernas.
No século XVIII o palácio fez parte do quartel de São José e depois da Guerra Peninsular (início do século XIX) ficou em ruínas. Depois de ter sido extensamente restaurado entre 1972 e 1989, atualmente alberga o Museu Arqueológico Provincial, que antes funcionava no Palácio da Galera, junto à Torre de Espantaperros. O edifício foi declarado Monumento Histórico-Artístico em 1962.

## Jardins da Alcáçova
No espaço da alcáçova há um extenso parque público com vegetação abundante e espaços abertos. A zona foi reabilitada nos primeiros anos do século XXI, na primeira fase de um projeto de reabilitação integral, financiado pelo Ministério da Habitação. Foi nesse parque que decorreram em alguns anos alguns eventos da festa Al-Mossassa Batalyaws, que celebra a fundação da cidade por ibne Maruane (mercado árabe, peças de teatro, etc.).

## Portas da Alcáçova
Porta do Capitel
É uma porta recuada aberta no flanco ocidental da alcáçova, que é precedida por outra porta, construída no século XVI para reforçar a defesa, obrigando quem entrava a fazer uma curva entre muralhas. Juntamente com a Porta do Alpéndiz é uma das duas portas da época almóada integralmente conservadas. O acesso podia ser vigiado desde o adarve da muralha e desde a torre situada junto a ela. Encontra-se na Praça de São José, perto do local onde esta comunica com a Praça Alta através do Arco do Peso. Tem um capitel romano incrustado sobre um arco de ferradura pontiagudo, feito à base de silhares de granito. Na zona exterior do arco observa-se um alfiz realizado mediante o rebaixamento do muro. O arco dá acesso a uma zona com abóbada de berço e um pátio aberto, que antecedem a entrada na alcáçova, a qual tem aduelas de granito e tijolo.
Porta de Yelves ou dos Carros
Deve a sua denominação ao antigo nome da cidade portuguesa de Elvas, para a qual está virada. Encontra-se no flanco ocidental, na Praça de São José, em frente do Convento das Adoratrices. Foi restaurada recentemente e aparentemente foi construída sobre uma porta anterior do período almóada. Junto a ela conservam-se restos de uma muralha que provavelmente pertenceu a uma entrada em curva, que foi destruída durante o cerco de 1812, ocorrido durante a Guerra Peninsular. Quando foi reconstruído, o muro passou a ter o ângulo virado para o exterior, quando antes o tinha virado para o interior.
Porta do Alpéndiz
Situa-se no lado norte e é muito parecida com a Porta do Capitel, mas de menores proporções. O acesso é em curva, como as outras portas almóadas. Atualmente dá acesso ao bosque e encostas do Cerro de la Muela, viradas para o bairro de São Roque e para o Parque da Legião.
Porta da Coraxa ou da Traição
Encontra-se no setor noroeste da alcáçova, perto do Guadiana. Data do período aftácida e é construída em silhar. É constituída por um arco abaulado emoldurado por outro arco cego, de ferradura pontiagudo, com aduelas de tijolo e pedra. Como a Porta do Capitel, e decorado com um alfiz escavado no muro. É tradicionalmente conhecida como sendo a porta por onde o rei português Afonso Henriques tentou fugir do rei Fernando II de Leão em 1169, após ter quase conseguido capturar a cidade, que estava então em mãos de regentes muçulmanos feudatários do rei leonês.

## Torres

### Na muralha da alcáçova
Torre de Espantaperros
Também conhecida como Torre da Atalaia ou do Alpéndiz, é a torre albarrã mais importante da alcáçova e situa-se no ângulo sudoeste, perto da Porta do Alpéndiz. O seu nome popular de espantaperros ("espanta-cães") tem origem no som agudo do sino que outrora existia na torre. É de planta octogonal e três corpos, que data da época almóada (século XII). O corpo que se eleva no centro do terraço é um acrescento mudéjar do século XVI. O interior é constituído por uma grande nave dividida em três partes por arcadas de quatro colunas. A cobertura é à base de abóbadas de meio canhão em declive. Alguns capitéis das colunas apresentam caraterísticas romanas e visigóticas, possivelmente por terem sido reaproveitadas de outras construções. Semelhante à Torre do Ouro de Sevilha, embora de menores proporções, é mais antiga do que ela.
A sua primeira função conhecida foi de depósito de cereais, tendo sofrido várias restaurações em diversas períodos. Adossado à torre, encontra-se o edifício conhecido como La Galera, construído no século XVI e que no passado serviu sucessivamente de sede do município (Casa Consistorial), pósito[a] ou armazém de cereais, asilo, prisão feminina, escola e Museu Arqueológico Provincial. O nome La Galera pode ter origem no do bairro onde se situa (Galea) ao por ter sido um local onde os prisioneiros sentenciados às galés paravam no caminho para Sevilha. Na década de 1930 foram construídos entre a Torre de Espantaperros e o adarve os Jardins da Galera. O jardins foram reabertos em 2007, depois do local ter sido restaurado após ter estado 30 anos fechado. Durante o restauro foram encontradas e preservadas várias ruínas.
Torre Abarlongada
É uma torre albarrã de planta quadrada e ângulos chanfrados, que dão a sensação da planta ser quase circular. Situa-se entre a Torre de Espantaperros e a Porta do Capitel. Nas suas paredes de alvenaria de pedra e cal, foram incrustados capitéis, colunas e bases de colunas visigodas.
Outras torres
A Torre da Forca (la Horca) ou dos Enforcados (los Ahorcados) faz parte da Porta de Carros. A Torre do Alpéndiz faz parte da porta homónima. Há ainda outras torres, como a das Sete Janelas (Siete Ventanas), das Donzelas (de las Doncellas) e várias torres albarrãs menos importantes.

### Torres no interior do recinto da alcáçova
Torre de Santa Maria
É o resto mais visível da Igreja de Santa Maria de Calatrava, a antiga Catedral de Badajoz, edificada sobre a Mesquita Maior após a reconquista cristã. A torre faz parte do edifício que foi o Hospital Militar e é o ponto mais alto da cidade.
Biblioteca de Extremadura
É um conjunto de duas torres de alvenaria de pedra, onde funciona atualmente a Biblioteca da Estremadura. Numa das torres há um relevo em mármore da Virgem com o Menino e o escudo de Suárez de Figueroa.
Torre do Palácio Episcopal ou do Bispado
É uma torre de alvenaria de pedra e silhar, com planta quadrada. Num dos lados tem uma janela bilobada. É tudo o que resta do primeiro palácio episcopal da cidade, erigido junto à antiga Catedral de Santa Maria. A torre sofreu várias restaurações e ficou em ruínas durante a Guerra da Restauração portuguesa no século XVII.